# 9 (альбом Public Image Ltd)
9 — седьмой студийный альбом (девятый если включать два концертных альбома) группы Public Image Ltd., вышедший в мае 1989 года.
Альбом записывали: Джон Лайдон, Джон Макгиох, Брюс Смит и Аллан Диас; Лу Эдмондс был вынужден покинуть группу из-за проблем со слухом, альбом на тот момент был уже записан, он также получил деньги за сокредит от каждой песни, хотя не играл ни на одной из них. В группе его заменил Тед Чау, но он также не участвовал в записи альбома.

## Об альбоме
9 продюсировали Стивен Хейг, Эрик Фонгрен и сама группа. Билл Ласвелл сначала должен был выступать в роли продюсера, но возникла напряжённость между ним и Лайдоном, из-за того, что Ласвелл снова хотел использовать музыкантов сессии, это также вызвало недовольство остальных участников группы, поэтому соглашение отменилось.
- Первый сингл от альбома «Warrior» использовался как саундтрек к фильму «Рабы Нью-Йорка», который вышел 20 марта 1989 года.
- Оригинальным названием песни «Sand Castles in the Snow» было «Spit», это было объявлено на про-релизе альбома, однако официальный релиз трек был с названием «Sand Castles in the Snow».
- Все были написаны — Диас/Эдмондс/Лайдон/Макджоч и Смит, кроме «Disappointed» — Диас/Эдмондс/Лайдон/Макджоч/Смит и Стивен Хэгу.

## Список композиций
| №   | Название                   | Длительность |
| --- | -------------------------- | ------------ |
| 1.  | «Happy?»                   | 3:57         |
| 2.  | «Disappointed»             | 5:34         |
| 3.  | «Warrior»                  | 4:17         |
| 4.  | «U.S.L.S. 1»               | 5:37         |
| 5.  | «Sand Castles in the Snow» | 3:44         |
| 6.  | «Worry»                    | 3:54         |
| 7.  | «Brave New World»          | 4:19         |
| 8.  | «Like That»                | 3:40         |
| 9.  | «Same Old Story»           | 4:19         |
| 10. | «Armada»                   | 4:43         |

## Позиции в хит-парадах
Еженедельные чарты:
| Год  | Хит-парад                        | Высшая позиция | Пребывание |
| ---- | -------------------------------- | -------------- | ---------- |
| 1989 | Австралия (Kent Music Report)    | 57             | нет данных |
| 1989 | Великобритания (UK Albums Chart) | 36             | 2 недели   |